# Burghausen
Den gamle Hertugby Burghausen er den største by i Landkreis Altötting i Oberbayern i den tyske delstat Bayern. Den ligger ved floden Salzach, som her danner grænse til Østrig. På en bjergryg oven for den gamle bydel ligger den 1.043 meter lange Burg Burghausen, der er den længste borg i Europa.

## Geografi

### Nabokommuner
- Haiming
- Mehring (Bayern)
- Burgkirchen an der Alz
- Sankt Radegund (Oberösterreich)
- Hochburg-Ach (Oberösterreich)

### Inddeling af byen
Burghausen er inddelt i 33 navngivne bydele og landsbyer
| 1. Burghausen 2. Aching 3. Auberg 4. Bergham 5. Eisenhammer 6. Fuchshausen 7. Gries 8. Hasen 9. Holzham 10. Jägerbauer 11. Kupferhammer | 1. Laimgruben 2. Lehner 3. Lindach 4. Marienberg 5. Moosbrunn 6. Neuhaus 7. Oberhadermark 8. Papiermühle 9. Pfaffing 10. Pfram 11. Pritzl | 1. Pulvermühle 2. Raitenhaslach 3. Sägmeister 4. Scheuerhof 5. Schreiner 6. Silmoning 7. Stacherl 8. Stadl Kirnerhof 9. Tiefenau 10. Trutzhof 11. Unterhadermark |